# Carrer de Sant Pere (Salàs de Pallars)
El Carrer de Sant Pere és una via pública a la vila de Salàs de Pallars (Pallars Jussà) inclosa a l'Inventari del Patrimoni Arquitectònic de Catalunya. La població, esmentada ja el segle x, formà part del comtat, després marquesat de Pallars. El segle XV va ésser l'època d'esplendor de la vila. Durant la Guerra dels Segadors hom hi encunya moneda.

Carrer principal del nucli antic que uneix la plaça del Mercat amb la del Forn Vell. Està travessat per arcades, passadissos i cellers soterranis de les edificacions de tres i quatre plantes d'alçada. Aquestes volen la façana sobre el carrer o la voregen amb els seus suports, donant joc a una seqüència de plànols i imatges de gran interès històric-artístic.
Als portals dovellats hi ha escuts de les cases pairals que formen part del conjunt medieval que conserva la tipologia del segle XV.